# Бігун Лук'ян
Лук'ян Бігун — український будівничий. В 1781 році збудував церкву Покрови в слободі Бородаївці. 